# Ula (ort i Indien)
Ula är en ort i Indien.   Den ligger i distriktet North 24 Parganas och delstaten Västbengalen, i den östra delen av landet, 1 300 km sydost om huvudstaden New Delhi. Ula ligger 6 meter över havet och antalet invånare är 6 324.
Terrängen runt Ula är mycket platt. Runt Ula är det mycket tätbefolkat, med 1 361 invånare per kvadratkilometer. Närmaste större samhälle är Bārāsat, 7,5 km väster om Ula. Trakten runt Ula består till största delen av jordbruksmark.